# Raïon de Berestyn
Le raïon de Berestyn (en ukrainien : Берестинський район) est un raïon situé dans l’oblast de Kharkiv en Ukraine. Son chef-lieu est Berestyn. Jusqu'en 2020, ce raïon a porté le nom de Krasnohrad, qui est aussi l'ancien nom de son actuel chef-lieu.